# 中泉镇
中泉镇，是中华人民共和国甘肃省白银市景泰县下辖的一个乡镇级行政单位。
2014年，甘肃省民政厅批复同意撤销中泉乡，设立中泉镇。

## 行政区划
中泉镇下辖以下地区：
脑泉村、中庄村、红岘台村、崇华村、腰水村、三合村、尾泉村、龙湾村、长生村、胡麻水村、白水村和大水村。